# Pyrus micromalus
Pyrus micromalus là loài thực vật có hoa trong họ Hoa hồng. Loài này được (Makino) L.H. Bailey miêu tả khoa học đầu tiên năm 1916.